# Surma (uereda)
Surma (amh. ሱርማ) – jedna z 77 uered Regionu Narodów, Narodowości i Ludów Południa w Etiopii. Nazwana tak od nazwy ludów Surma, których tereny leżą na południu tej ueredy. Inna grupa etniczna, Kichepo, żyje w północnej części.
Jest częścią strefy Biencz Madżi i graniczy od południa oraz zachodu z Sudanem, na północy z ueredą Szekko, na wschodzie natomiast z ueredą Madżi.
Według danych z etiopskiej Centralnej Agencji Statystycznej, w 2005 ueredę zamieszkiwało 33 488 osób, z czego 15 286 mężczyzn i 18 202 kobiety. Obejmując obszar o powierzchni 4883 kilometrów kwadratowych, średnia gęstość zaludnienia wynosi 6,9 os./km², co jest niższą wartością niż przeciętna całego regionu (20 os./km²).